# Хлорамфеникол
Хлорамфенико́л — антибиотик, антибактериальное средство широкого спектра действия, бесцветные кристаллы чрезвычайно горького вкуса. Температура плавления 150,5—151,5 °С. Плохо растворим в воде, хорошо — в этаноле, пиридине, этиленгликоле и пропиленгликоле. Применяется в медицине, ветеринарии, животноводстве. Торговые наименования: левомицетин, хлоромицетин. В рацемической форме этот препарат называется синтомицин.
Хлорамфеникол впервые выделен в 1947 из культуральной жидкости актиномицета Streptomyces venezuelae. Позже получен синтетическим путём.
В промышленности получают 10-стадийным синтезом из стирола. Хлорамфеникол в виде порошка устойчив к нейтральным и слабокислым растворам, при рН>10 быстро инактивируется.
Применяют для лечения брюшного тифа, дизентерии, менингококковой инфекции и других заболеваний. Обладает высокой активностью. Активен против многих грамположительных и грамотрицательных микробов, риккетсий, спирохет, хламидий.
В России хлорамфеникол в форме таблеток и капсул, а также мазь с хлорамфениколом (в комбинации с метилурацилом, тримекаином и сульфадиметоксином) входят в перечень жизненно необходимых и важнейших лекарственных препаратов. Токсичен при применении внутрь.

## Фармакологическое действие
Механизм противомикробного действия связан с нарушением синтеза белков микроорганизмов за счёт блокирования пептидилтрансферазной активности путём связывания с 23S рРНК 50S субъединицы рибосомы бактерий. Оказывает бактериостатическое действие. Активен в отношении грамположительных бактерий: Staphylococcus spp., Streptococcus spp.; грамотрицательных бактерий: Neisseria gonorrhoeae, Neisseria meningitidis, Escherichia coli, Haemophilus influenzae, Salmonella spp., Shigella spp., Klebsiella spp., Serratia spp., Yersinia spp., Proteus spp., Rickettsia spp.; активен также в отношении Spirochaetaceae, некоторых крупных вирусов.
Хлорамфеникол активен в отношении штаммов, устойчивых к пенициллину, стрептомицину, сульфаниламидам.
Устойчивость микроорганизмов к хлорамфениколу развивается относительно медленно.

## Безопасность
Крайне токсичен и часто оставляет тяжёлые побочные эффекты при применении внутрь. В связи с этим практически не применяется и рекомендуется только при отсутствии альтернатив для лечения серьёзных инфекций. Наиболее опасное (практически летальное) осложнение применения хлорамфеникола — необратимая апластическая анемия. Частота возникновения апластической анемии вследствие перорального или внутривенного применения хлорамфеникола оценивается как один случай на 6000 назначений шведскими исследователями и одного на 21 000 — 45 000 применений в калифорнийской группе. Считается, что местное применение связано с гораздо более низким риском развития апластической анемии, и поэтому возникают предложения о возвращении к применению хлорамфеникола в офтальмологической практике, несмотря на низкий, но не нулевой риск развития осложнений.
Ототоксичен (может ухудшать слух)
.